# Paire d'as
Paire d’as (Diamonds) est une série télévisée policière franco-canadienne en 44 épisodes de 45 minutes produite par Alliance Entertainment, Atlantique Productions et Grosso Jacobson Productions, et diffusée du 22 septembre 1987 à 1989 sur le réseau Global et sur le réseau CBS aux États-Unis.
En France, elle a été diffusée à partir du 3 septembre 1988 sur TF1, et au Québec à partir du 5 septembre 1993 à TQS.

## Synopsis
Mike Devitt et Christina Towne sont deux acteurs d'une série télévisée américaine appelée « Two of Diamonds ». Ils incarnent un couple de détectives privés ambitieux et fortunés. Mariés dans la vie, les deux acteurs divorcent lorsque la série s'arrête. Peu après, ils choisissent de continuer à travailler ensemble en créant une vraie agence de détectives privés.

## Distribution
- Peggy Smithhart (VF : Marion Game) : Christina Towne
- Nicholas Campbell (VF : Edgar Givry) : Mike Devitt
- Tony Rosato (VF : Jean-Claude Montalban) : Lt. Lou Giannetti
- Alan Feiman : Darryl
- Roland Magdane (VF : Gerard Hernandez) : René

## Liste des épisodes

### Première saison (1987-1988)
1. Le Baiser de Juda (Poison Pill)
2. Le Poison (Kiss & Tell)
3. La Femme de Katmandou (There Once Was a Lady from Katmandu)
4. Inconnu (Here Comes the Bride)
5. Inconnu (Domestic Spirits)
6. Inconnu (Class Reunion)
7. Inconnu (Good Hands)
8. Inconnu (The Smiling Mortician)
9. Inconnu (Fan Club)
10. Inconnu (Little Girl Lost)
11. Inconnu (When the Wind Blows)
12. Inconnu (Ay, There's the Rib)
13. Inconnu (There's No Business)
14. Inconnu (Family Plot)
15. Inconnu (Sweetheart Deal)
16. Inconnu (The Final Cut)
17. Inconnu (Man with a Gun)
18. Inconnu (Where There's a Will)
19. Inconnu (The Whistle Blower)
20. Inconnu (Ghost Writer)
21. Inconnu (Exposure)
22. Inconnu (Goodbye Cabin)

### Seconde saison (1988-1989)
1. Double paire (A Couple of Couples)
2. Pour le meilleur (All Bets Off)
3. Quand le destin s’en mêle (Leap of Faith)
4. Le règlement c’est le règlement (By the Book)
5. Chacun sa voie (Separate Ways)
6. La vie est ce qu’elle est (Life is a Lot Like Hockey)
7. Une affaire de famille (Family Business)
8. Le Cheval (Le Cheval 1/2)
9. Le Cheval (Le Cheval 2/2)
10. Tout revient à la mode (Back in Fashion)
11. Vive les études (Coming of Age)
12. Le Serment d’Hypocrate (Doctor, Lawyer, Liar, Thief)
13. Propriété privée (Hot Property)
14. Le Racket (Payola)
15. Vaudou (Voodoo)
16. La Liste (The List)
17. Le Violon (Street Song)
18. Lady Blues (Lady Blue)
19. Rencontre du passé (Dinosaur)
20. Le Crime du 13 bis (13 Bis)
21. Le Baiser de la mort (Death Kiss)
22. La Feuille d’argent (The Silver Leaf)

## Commentaires
Le générique de la série narre la création de l’agence de détectives illustrée avec des unes du journal Variety.
La chanson du générique est intitulée « Two of Diamonds », écrite et composée par Domenic Trolano, et interprétée par Shawne Jackson.
La série est souvent comparée à la série américaine Clair de Lune (Moonlighting). Dans un épisode, ils sont confondus avec Bruce Willis et Cybill Shepherd.
Vivant aux États-Unis au moment de la diffusion française, le comédien Roland Magdane ne put assurer son propre doublage. Ainsi, il est doublé par son ami Gérard Hernandez.

## Récompenses
« Best Direction in a Dramatic or Comedy Series » Gemini Award est décerné en 1989 à Randy Bradshaw.